# Kirche Braunsen

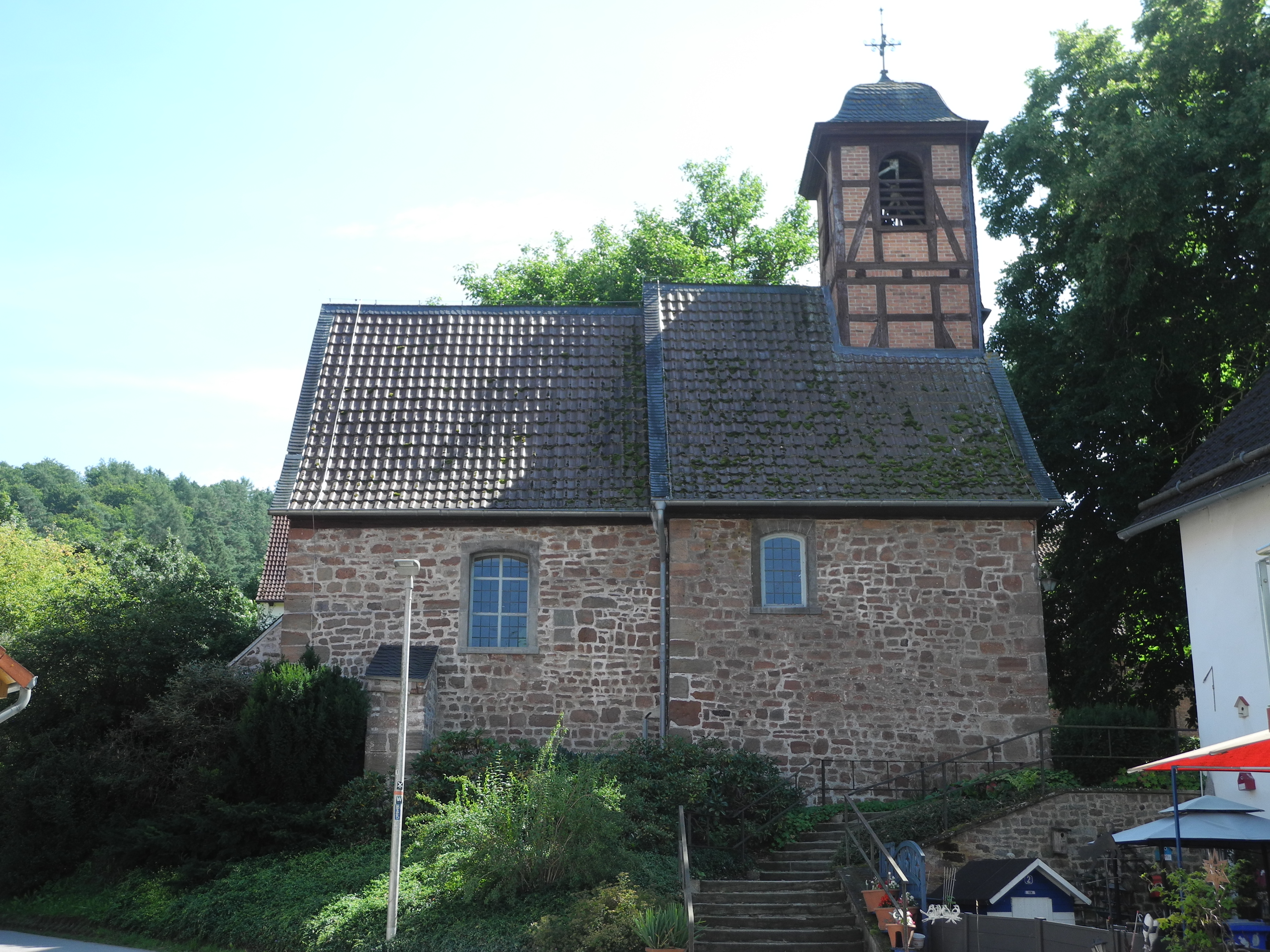
Kirche Braunsen (2021)

Die evangelische Kirche Braunsen steht in Braunsen, einem Stadtteil der Kleinstadt Bad Arolsen im Landkreis Waldeck-Frankenberg von Hessen. Die Kirchengemeinde gehört zum Kirchspiel Landau im Kirchenkreis Twiste-Eisenberg im Sprengel Marburg der Evangelischen Kirche von Kurhessen-Waldeck.

## Beschreibung
Die kleine Saalkirche aus Bruchsteinen hat einen romanischen, fast quadratischen Chor und ein etwas breiteres Kirchenschiff, das 1605 angebaut, aber später verkürzt wurde. Aus dem Satteldach des Kirchenschiffs erhebt sich im Westen ein Dachturm aus Holzfachwerk, der mit einer schiefergedeckten Haube bedeckt ist. Die Kirchenausstattung ist barock. Auf der Empore unterhalb des Dachturms steht die Orgel. Sie hat 6 Register, ein Manual und ein angehängtes Pedal und wurde 1887 von Eduard Vogt gebaut. Der Orgelprospekt ist von 1836.